# 黄跃金
黄跃金（1953年4月—），男，辽宁凤城人，中华人民共和国政治人物。同济大学建材系水泥专业毕业，大学普通班学历，副研究员。

## 生平
1968年10月参加工作。1974年1月加入中国共产党。历任共青团上海市委副书记、书记，中共上海市虹口区委副书记，区长，上海市人民政府副秘书长，市建设委员会主任，市政管理委员会副主任，市政府秘书长兼办公厅主任，中共上海市委统战部部长，上海市政协副主席等职。2002年5月获任中共上海市委常委，次年9月调任中央统战部副部长。2012年5月24日调任江西省政協黨組書記；6月13日政协江西省第十届委员会第六次全体会议选举黄跃金为省政协主席。2018年1月，当选第十三届全国政协委员。